# Trichosteleum stigmosum
Trichosteleum stigmosum là một loài Rêu trong họ Sematophyllaceae. Loài này được Mitt. miêu tả khoa học đầu tiên năm 1868.